# IJsbreker (waterbouwkunde)

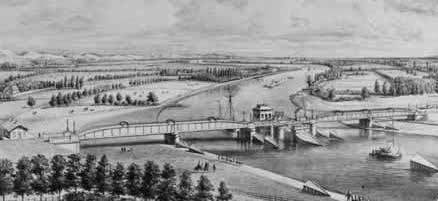
De (tweede) Brug bij Westervoort met vooruitgeschoven ijsbrekers

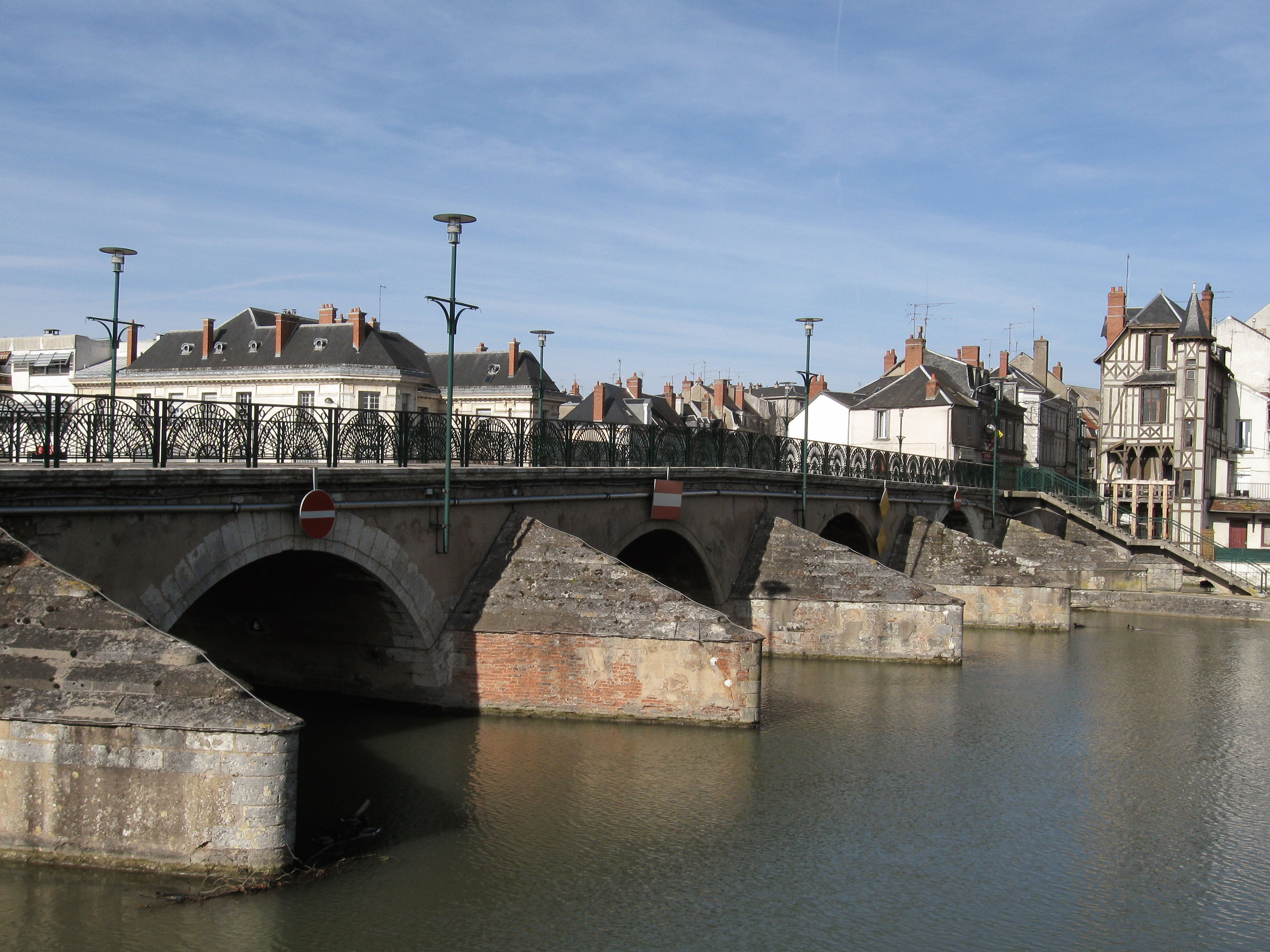
Brug bij Vierzon met wigvormige constructies voor de pijlers

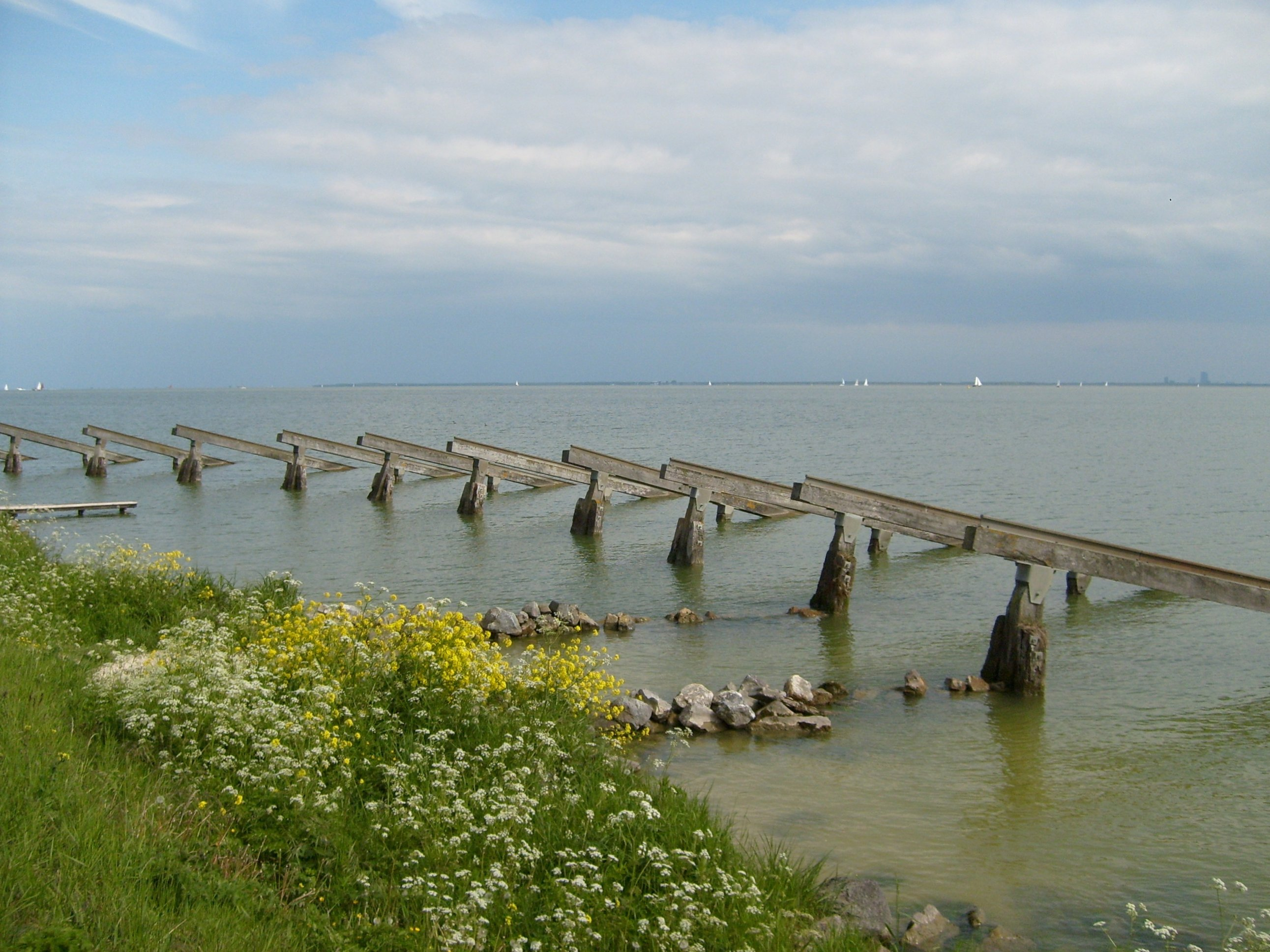
IJsbrekers voor de dijk van het eiland Marken

Met de term ijsbreker wordt in de waterbouwkunde een constructie bedoeld die een brugpijler beschermt tegen drijfijs. Een ijsbreker kan bestaan uit een wigvormige stenen constructie aan de stroomopwaartse kant van de pijler, of simpelweg uit een houten of metalen balk die diagonaal vanaf de pijler in de bodem van de rivier is geslagen. Door de wigvorm of de schuin oplopende balk worden ijsschotsen gebroken en kunnen de delen onder de brug door drijven.
Behalve brugpijlers worden soms ook dammen en dijken beschermd met ijsbrekers. Dat kan noodzakelijk zijn bij grote wateroppervlakken zoals het IJsselmeer, waar kruiend ijs een bedreiging vormt voor de dijken en de daarop gebouwde huizen.
Ook op plaatsen waar geen drijfijs wordt verwacht worden soortgelijke constructies gebruikt, maar dan om bruggen te beschermen tegen andere voorwerpen zoals boomstammen.